# Лакапель-дель-Фрес
Лакапе́ль-дель-Фрес (фр. Lacapelle-del-Fraisse, окс. Lacapelle del Fraisse) — коммуна во Франции, находится в регионе Овернь. Департамент — Канталь. Входит в состав кантона Монсальви. Округ коммуны — Орийак.
Код INSEE коммуны — 15087.
Коммуна расположена приблизительно в 460 км к югу от Парижа, в 125 км юго-западнее Клермон-Феррана, в 17 км к югу от Орийака.

## Население
Население коммуны на 2008 год составляло 296 человек.
| 1962 | 1968 | 1975 | 1982 | 1990 | 1999 | 2008 |
| ---- | ---- | ---- | ---- | ---- | ---- | ---- |
| 242  | 294  | 305  | 261  | 262  | 251  | 296  |

## Экономика

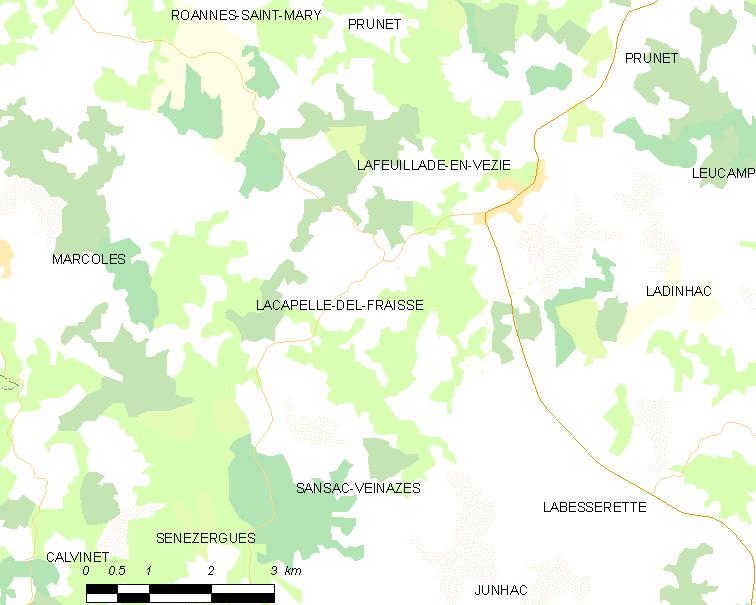
Карта коммуны

В 2007 году среди 167 человек в трудоспособном возрасте (15—64 лет) 123 были экономически активными, 44 — неактивными (показатель активности — 73,7 %, в 1999 году было 66,2 %). Из 123 активных работали 116 человек (66 мужчин и 50 женщин), безработных было 7 (2 мужчин и 5 женщин). Среди 44 неактивных 10 человек были учениками или студентами, 22 — пенсионерами, 12 были неактивными по другим причинам.